# Danilo Ortíz
Danilo Fabián Ortíz Soto (Limpio, 28 maggio 1992) è un calciatore paraguaiano, difensore del Dep. La Serena.
Possiede il passaporto spagnolo.

## Caratteristiche tecniche
Fino a 15 anni giocava nel ruolo di portiere; divenne stopper su intuizione del suo allora tecnico alla Nueva Estrella, Miguel Bogado.
È un difensore centrale abile nel gioco aereo e nell'anticipo.

## Carriera

### Club
Comincia la carriera come portiere nella Nueva Estrella. Passato alla Libertad, le sue prestazioni non convincono la società che lo rimanda alla Nueva Estrella.
Dopo aver superato il provino con il Cerro Porteño, a 16 anni entra nelle giovanili esordendo in prima squadra nel 2011, vincendo poi il campionato di Apertura 2012 e quello di Clausura 2013.
Nel mese di gennaio del 2015 rinnova il contratto con la società fino al giugno 2016, quando la trattativa per il trasferimento in prestito con diritto di riscatto al Palermo era già ai dettagli. L'annuncio ufficiale del passaggio alla società italiana è del 31 gennaio 2015.

### Nazionale
Il 5 marzo 2014 ha esordito con la nazionale paraguaiana nell'amichevole contro la Costa Rica persa per 2-1.

## Statistiche

### Presenze e reti nei club
Statistiche aggiornate al 1 febbraio 2015.
| Stagione             | Squadra              | Campionato           | Campionato | Campionato | Coppa nazionali | Coppa nazionali | Coppa nazionali | Coppe continentali | Coppe continentali | Coppe continentali | Altre coppe | Altre coppe | Altre coppe | Totale | Totale |
| Stagione             | Squadra              | Comp                 | Pres       | Reti       | Comp            | Pres            | Reti            | Comp               | Pres               | Reti               | Pres        | Comp        | Pres        | Reti   | Reti   |
| -------------------- | -------------------- | -------------------- | ---------- | ---------- | --------------- | --------------- | --------------- | ------------------ | ------------------ | ------------------ | ----------- | ----------- | ----------- | ------ | ------ |
| 2011                 | Cerro Porteño        | PD                   | 6          | 0          | -               | -               | -               | CL                 | 0                  | 0                  | -           | -           | -           | 6      | 0      |
| 2012                 | Cerro Porteño        | PD                   | 1          | 0          | -               | -               | -               | CL                 | -                  | -                  | -           | -           | -           | 1      | 0      |
| 2013                 | Cerro Porteño        | PD                   | 25         | 0          | -               | -               | -               | CL                 | 2                  | 0                  | -           | -           | -           | 27     | 0      |
| 2014                 | Cerro Porteño        | PD                   | 30         | 0          | -               | -               | -               | CL+CS              | 8+4                | 0+0                | -           | -           | -           | 42     | 0      |
| Totale Cerro Porteño | Totale Cerro Porteño | Totale Cerro Porteño | 62         | 0          |                 | -               | -               |                    | 14                 | 0                  |             | -           | -           | 76     | 0      |
| gen.-giu.2015        | Palermo              | A                    | -          | -          | CI              | -               | -               | -                  | -                  | -                  | -           | -           | -           | -      | -      |
| Totale carriera      | Totale carriera      | Totale carriera      | 62         | 0          |                 | -               | -               |                    | 14                 | 0                  |             | -           | -           | 62     | 0      |

### Cronologia presenze e reti in Nazionale
| Cronologia completa delle presenze e delle reti in nazionale ― Paraguay | Cronologia completa delle presenze e delle reti in nazionale ― Paraguay | Cronologia completa delle presenze e delle reti in nazionale ― Paraguay | Cronologia completa delle presenze e delle reti in nazionale ― Paraguay | Cronologia completa delle presenze e delle reti in nazionale ― Paraguay | Cronologia completa delle presenze e delle reti in nazionale ― Paraguay | Cronologia completa delle presenze e delle reti in nazionale ― Paraguay | Cronologia completa delle presenze e delle reti in nazionale ― Paraguay |
| Data                                                                    | Città                                                                   | In casa                                                                 | Risultato                                                               | Ospiti                                                                  | Competizione                                                            | Reti                                                                    | Note                                                                    |
| ----------------------------------------------------------------------- | ----------------------------------------------------------------------- | ----------------------------------------------------------------------- | ----------------------------------------------------------------------- | ----------------------------------------------------------------------- | ----------------------------------------------------------------------- | ----------------------------------------------------------------------- | ----------------------------------------------------------------------- |
| 5-3-2014                                                                | San José                                                                | Costa Rica                                                              | 2 – 1                                                                   | Paraguay                                                                | Amichevole                                                              | -                                                                       |                                                                         |
| 29-5-2014                                                               | Kufstein                                                                | Camerun                                                                 | 1 – 2                                                                   | Paraguay                                                                | Amichevole                                                              | -                                                                       |                                                                         |
| 1-6-2014                                                                | Nizza                                                                   | Francia                                                                 | 1 – 1                                                                   | Paraguay                                                                | Amichevole                                                              | -                                                                       |                                                                         |
| Totale                                                                  |                                                                         | Presenze                                                                | 3                                                                       |                                                                         | Reti                                                                    | 0                                                                       |                                                                         |